# Табачников Ісай Аронович
Ісай Аронович Табачников (12 липня 1904, Іркутськ — 28 січня 1983, Київ) — український радянський філософ і літературознавець, викладач КДПІ імені О. М. Горького, доцент, кандидат філософських наук. Чоловік народної артистки Української РСР Поліни Нятко.

## Біографія
Народився 12 липня 1904 року в Іркутську.
У 1928 році закінчив юридичний факультет Одеського інституту народного господарства.
З 1930 року вів у вищих навчальних закладах педагогічну та наукову роботу в галузі діалектичного матеріалізму та історії філософії в Україні, спеціалізувався на історії української філософії.
У 1934—1935 роках навчався в Інституті червоної професури при ВУЦВК. У 1935 році отримав сувору догану за «зв'язок з ворогом народу», через два роки заарештований, засуджений до 20 місяців тюрми. Виправданий у 1939 році.
Учасник німецько-радянської війни, брав участь в операціях у Східній Пруссії, захопленні Кенігсберга. Нагороджений низкою бойових медалей.

Могила Ісая Табачникова та Поліни Нятко, Байкове кладовище

З 1946 року — старший викладач кафедри філософії Київського державного педагогічного інституту ім. М. Горького. У 1951 році здобув науковий ступінь кандидата філософських наук, захистивши дисертацію на тему «Г. С. Сковорода: філософські та суспільно-політичні погляди».
З 1959 року до кінця життя — доцент кафедри філософії. Є упорядником зібрання творів Г. С. Сковороди, автором низки статей про нього та дослідником рукописної спадщини. Понад два десятки років працював над розшуком рукописів мислителя, їм знайдено понад тридцять рукописів, у тому числі два нових, близько двохсот років невідомих сучасній громадськості творів.
Помер на 79-му році життя 28 січня 1983 року. Похований разом з родиною на Байковому кладовищі (ділянка № 33, 50°25′3.43″ пн. ш. 30°30′3.16″ сх. д. / 50.4176194° пн. ш. 30.5008778° сх. д.).

## Публікації
- Табачников І. А. Г. С. Сковорода: філософські та суспільно-політичні погляди. автореферат — К., 1950 р. — 23 с.
- Табачников І. А. Філософські та суспільно-політичні погляди Г. С. Сковороди. — З історії суспільно-політичної та філософської думки на Україні. К., 1956 р., с. 19 — 64.
- Сковорода Г. С. «Твори», т. 1-2. К., 1961.
- Табачников І. А. З історії філософської думки у Києво-Могилянській академії 1 п. 18 ст: С. Яворський та Ф. Прокопович. — «З історії філософської думки на Україні», К., вид. АН УРСР, 1963 р., с. 3 — 32.
- Табачников І. А. Вільнодумство Г. С. Сковороди. — Питання історії релігії та атеїзму, 1964 р., т. 12, с. 214—243.
- Табачников І. А. Григорій Сковорода (1722—1794). Москва, " Думка ", 1972.[3]
- Табачников І. А. Педагогічні ідеї Г. С. Сковороді. — К.: " Вища школа ", 1972. — 246 с.
- Табачников І. А. Сковорода і Сократ . — «Від Вишенського до Сковороди». К., " Наукова думка ", 1972, с. 134—142.
- Табачников І. А. Скарби духовні, невимірні. — " Філософська і соціологічна думка ", 1992, № 6, с. 113—129.